# Laage
Laage (pronunciación en alemán: /ˈlaːɡə/ⓘ) es un municipio situado en el distrito de Rostock, en el estado federado de Mecklemburgo-Pomerania Occidental (Alemania), a una altitud de 20 metros. Su población a finales de 2016 era de 5500 habs. y su densidad poblacional, 68 hab/km².